# 金生駅
金生駅（クムセンえき、朝鮮語: 금생역）は、朝鮮民主主義人民共和国咸鏡北道会寧市にある、朝鮮民主主義人民共和国鉄道省咸北線の鉄道駅である。

## 歴史
- 1920年1月5日：開業[1]。

## 隣の駅
朝鮮民主主義人民共和国鉄道省
咸北線
会寧青年駅 - 金生駅 - 高嶺鎮駅